# اندی گری (بازیکن فوتبال، زاده ۱۹۶۴)
اندی گری (به انگلیسی: Andy Gray) بازیکن فوتبال زادهٔ ۲۲ فوریه ۱۹۶۴ اهل انگلستان بود که سابقهٔ بازی در تیم ملی فوتبال انگلستان را در کارنامهٔ خود دارد. وی در تاریخ ۱۳ نوامبر ۱۹۹۱ تنها بازی ملی خود را در مقابل تیم ملی فوتبال لهستان انجام داد.